# Stafford (Teksas)
Stafford je grad u američkoj saveznoj državi Teksas. Prema popisu stanovništva iz 2010. u njemu je živjelo 17.693 stanovnika.